# Łazińsk Drugi
Łazińsk Drugi (dawniej: Holendry Łazińskie, Holendry Stara Huta) – wieś w Polsce położona w województwie wielkopolskim, w powiecie słupeckim, w gminie Zagórów.
Wieś założona jako olęderska. Na początku XVIII wieku działała we wsi huta szkła oparta na miejscowych zasobach piasku szklarskiego. W 1943 hitlerowcy otworzyli tutaj kopalnię rudy darniowej. Wieś ma charakter rozproszony.
W latach 1975–1998 miejscowość administracyjnie należała do województwa konińskiego.
Na terenie wsi znajdują się pozostałości cmentarza ewangelickiego z licznymi pozostałościami nagrobków.
Zobacz też: Łazińsk Pierwszy